# Stora Råby kyrka

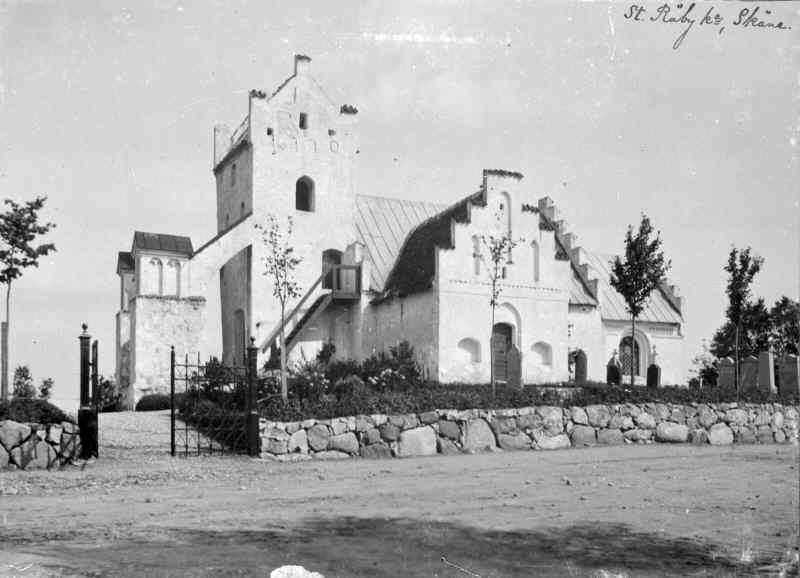
Kyrkan före 1909.

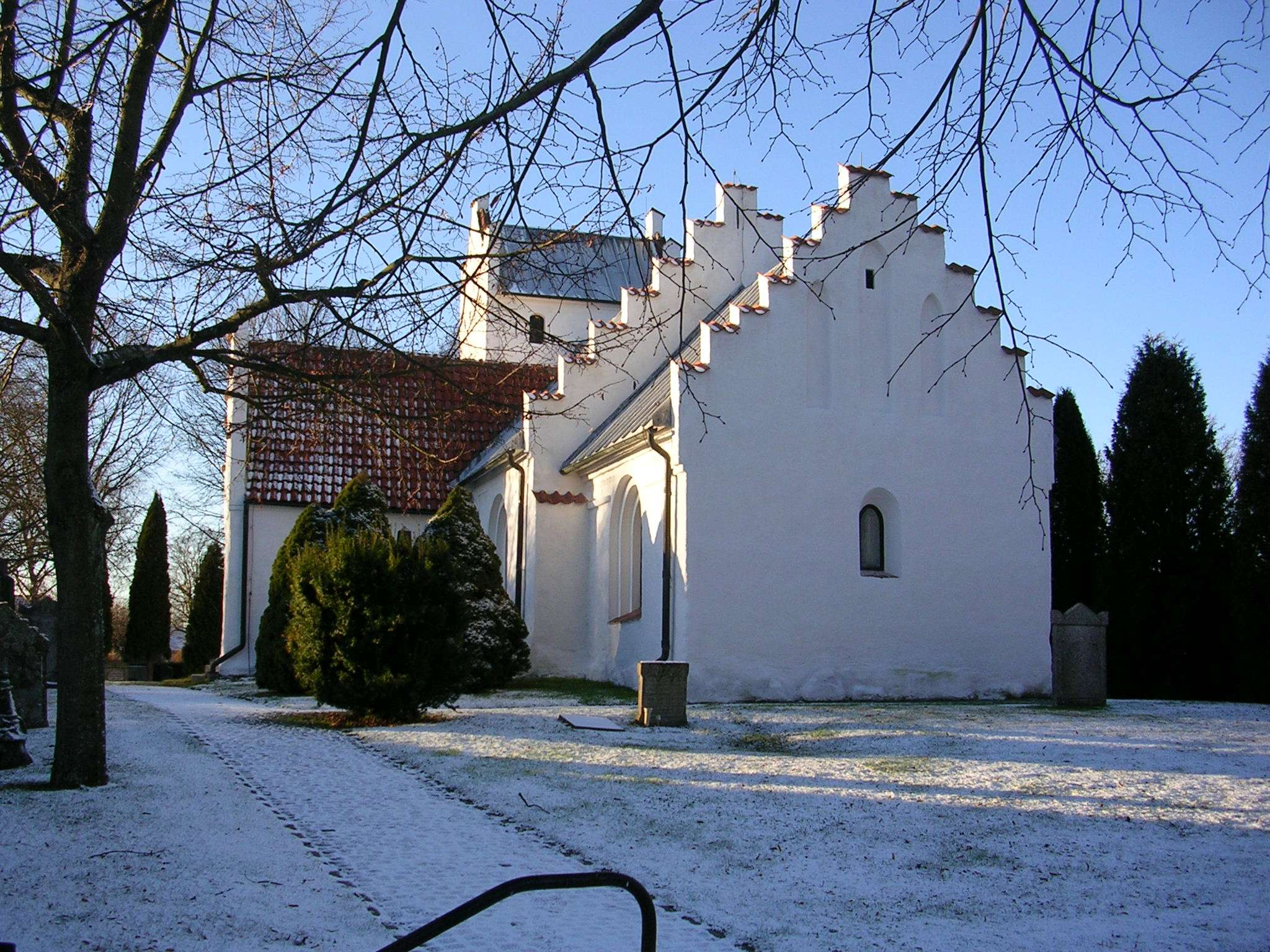
Kyrkans gavlar är trappstegsformade.

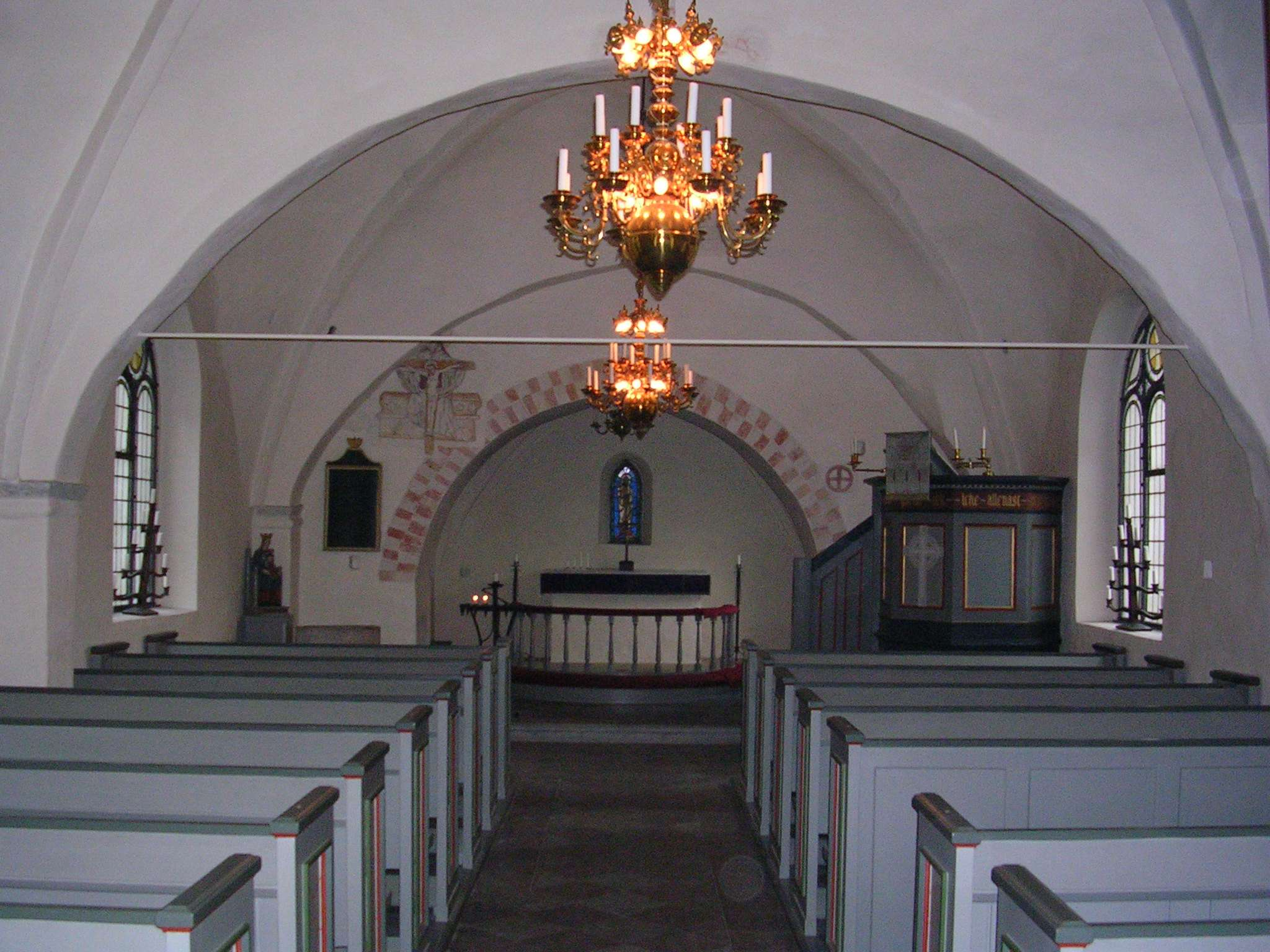
Interiör.

Stora Råby kyrka är en tegelkyrka i Stora Råby. Den tillhör Lunds östra stadsförsamling i Lunds stift. Kyrkan är belägen på en grusås 27 meter över havet och har en kyrkogård som inhägnas av en kallmur.

## Kyrkobyggnaden
Den första kyrkan i Stora Råby var en stavkyrka av trä. Den stod troligen på samma plats som den nuvarande tegelkyrkan vilken uppfördes under 1200-talet. När kyrkan byggdes bestod den av ett långhus med ett smalare rakavslutat kor. Den byggdes av tegel och med gråsten vid socklarna. I kyrkans ungdom var teglet synligt. I stället för valv hade kyrkan brädfodrat innertak och yttertak av bly eller tegel. Triumfbågen är stor och har en antydan till spetsbåge. Den har en rödvit bård som tros stamma från långhusets invigning.
Under 1400-talet byggdes ett vapenhus av tegel vid kyrkan i söderportal och i slutet av medeltiden slogs valven. I långhuset finns stjärnvalv, i koret och tornrummet kryssvalv medan vapenhuset har platt tak.
Tornet, som byggts under medeltiden, byggdes om år 1770. 1773 vidgades kyrkans fönster. 1817 sattes ett solur av skiffer upp ovanför portalen till vapenhuset. 1843 tog sig Carl Georg Brunius an kyrkan. Han byggde då två kraftiga strävpelare mot västfasaden för att stabilisera tornet.

### Wåhlins restaurering
År 1909 genomförde Theodor Wåhlin en genomgripande restaurering av kyrkan. Mellan Brunius strävpelare byggdes ett nytt vapenhus med tunnvalv och en ny västportal togs upp. Det gamla vapenhuset blev sakristia.
I östra kormuren tog Wåhlin upp en gammal gotisk fönsteröppning som länge varit igenmurad. Fönstret har en rundbåge upptill med en svag antydan till spets och är det enda ursprungliga fönstret som finns kvar i kyrkan.
Vid restaureringen hittade man fragment av medeltida kalkmålningar på kyrkans norra väggar och vid triumfbågens norra del. Kalkmålningarna föreställde människans levnadshjul med de olika levnadsstadierna: födelse, ungdom, vuxen, ålderdom och död. Dessa ansågs dock som alltför skadade och kalkades över. De finns delvis bevarade tack vare Wåhlins fotografier under restaureringen. En målning som dock bevarades är en bild av treenigheten där Gud, Fadern, håller den döende Jesus, sonen, i sina armar, den så kallade nådastolen. Duvan, som symboliserar Den Helige Ande, finns dock inte med lika tydligt. Målningen skyms delvis av ett valv. Vid predikstolen finns ett konsekrationskors från kyrkans invigning.
Under Wåhlins renovering flyttades både predikstol och altaruppsats till Historiska museet i Lund. I stället fick kyrkan en ny predikstol och ny bänkinredning.

### Græbes restaurering
År 1934 ledde Eiler Græbe en restaurering av kyrkan. Bänkarnas gavlar byttes ut och ryggarna kortades samt fick sin fyllning utbytt mot raka ryggstöd. Två bänkar i långhusets norra del togs bort för att ge plats åt dopfunten framme vid koret. Man flyttade kyrkokistan till sin nuvarande placering vid predikstolen, hängde upp en kalvariegrupp ovanför ingången till tornrummet i långhuset och satte in en glasmålning i korfönstret.

### Senare restaureringar
År 1969 fick kyrkan en ny orgel. Samtidigt passade man på att måla om väggarna och valven, och bänkinredningen målades om igen. Torsten Leon-Nilson ledde detta arbete.
År 1976 genomfördes en omfattande renovering av kyrkans exteriör och fasaden putsades om.
År 1997 gjordes restaurering av kyrkan då man bland annat stabiliserade valven. Vid restaureringen gjordes flera fynd i kyrkan.

## Inventarier

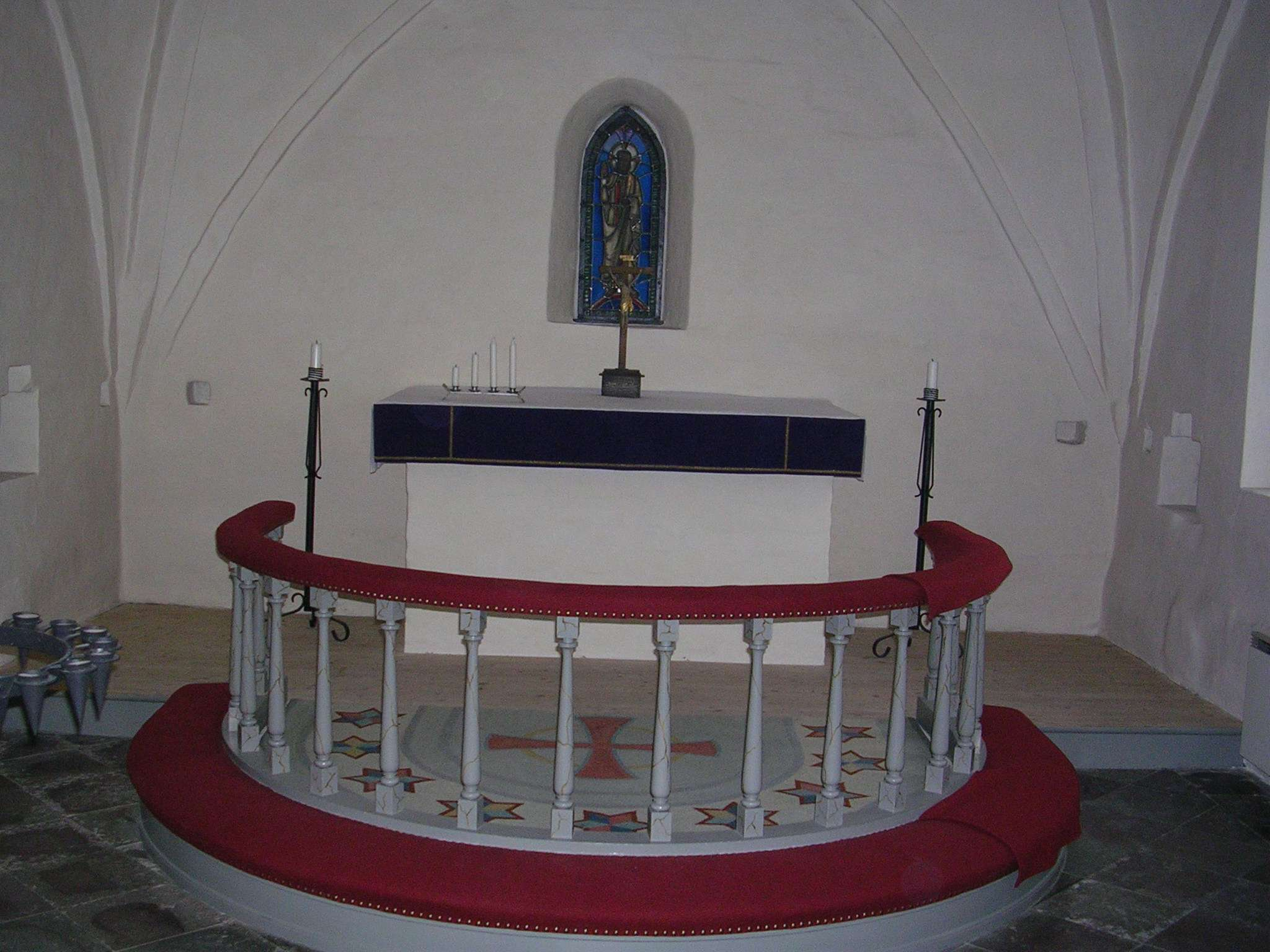
Altaret.

### Vid altaret
Över altaret finns en glasmålning föreställande Jesus Kristus. Runt honom finns inskriften Gud vare tack som giver oss segern genom vår Herre Jesus Kristus - Gud är kärlek -. Glasmålningen är utförd av Hugo Gehlin.
På altaret står två malmljusstakar. Kyrkliga Syföreningen i Stora Råby skänkte krucifixet och två silvervaser. (Adventsljusstaken på bordet hör inte till de ordinarie inventarierna.)

### Vid dopfunten

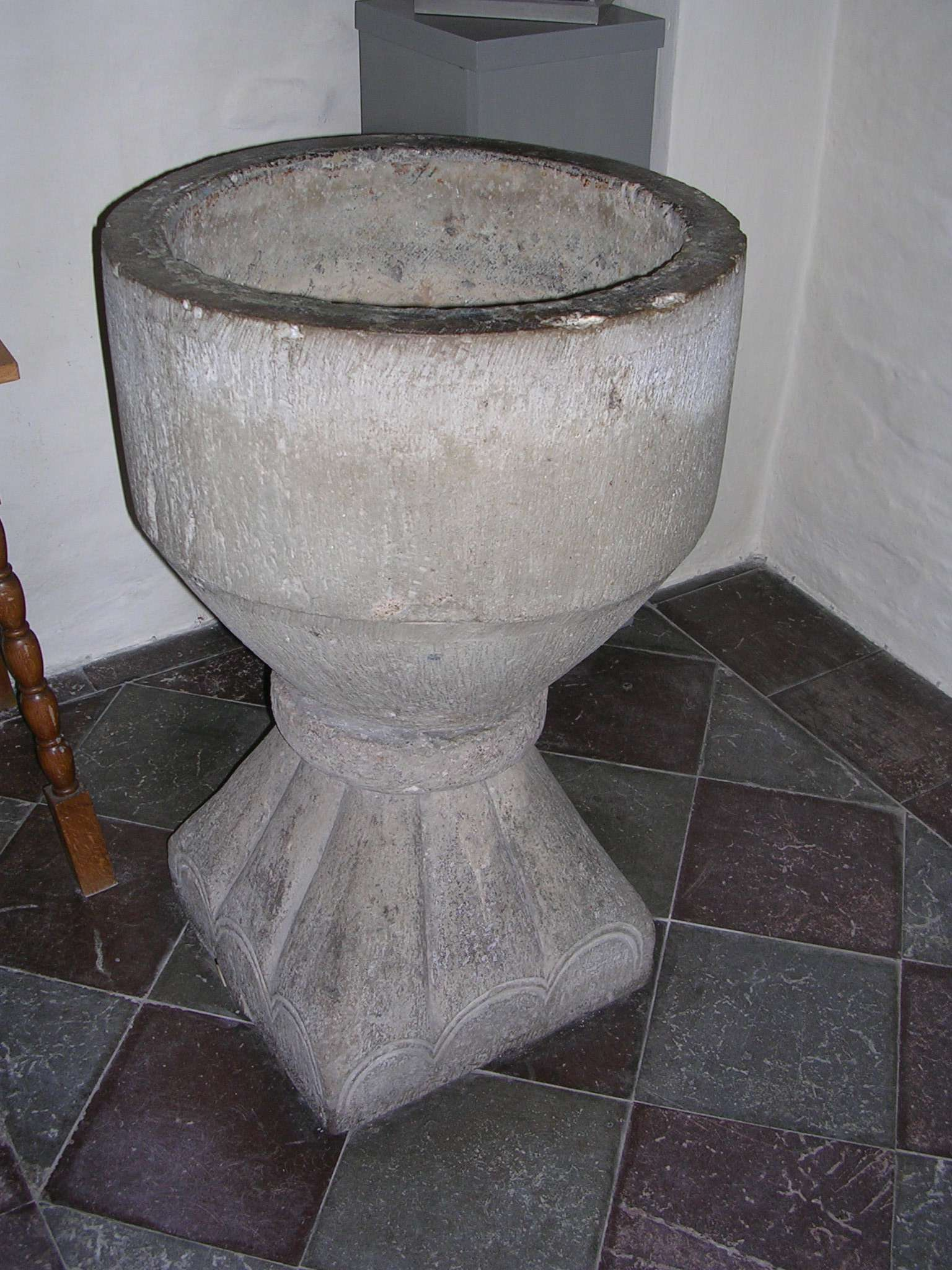
Dopfunt.

Dopfunten höggs av sandsten under 1200-talet. Den har en enkel utformning med slät skål. Dopfatet skänktes till kyrkan den 10 augusti 1690 av dåvarande kyrkoherden Severin Torslow. Denna dag var Sankt Laurentius, och dopfatet skänktes troligen på denna dag eftersom Laurentius är Lunds domkyrkas skyddshelgon. På dopfatet finns första satsen i vers 16, kapitel 16 i Markusevangeliet ingraverad på latin. I Bibel 2000 översätts den som Den som tror och blir döpt skall räddas. Den dopskål som används numera skänktes till kyrkan 1945 till minne av två församlingsbors rubinbröllop.

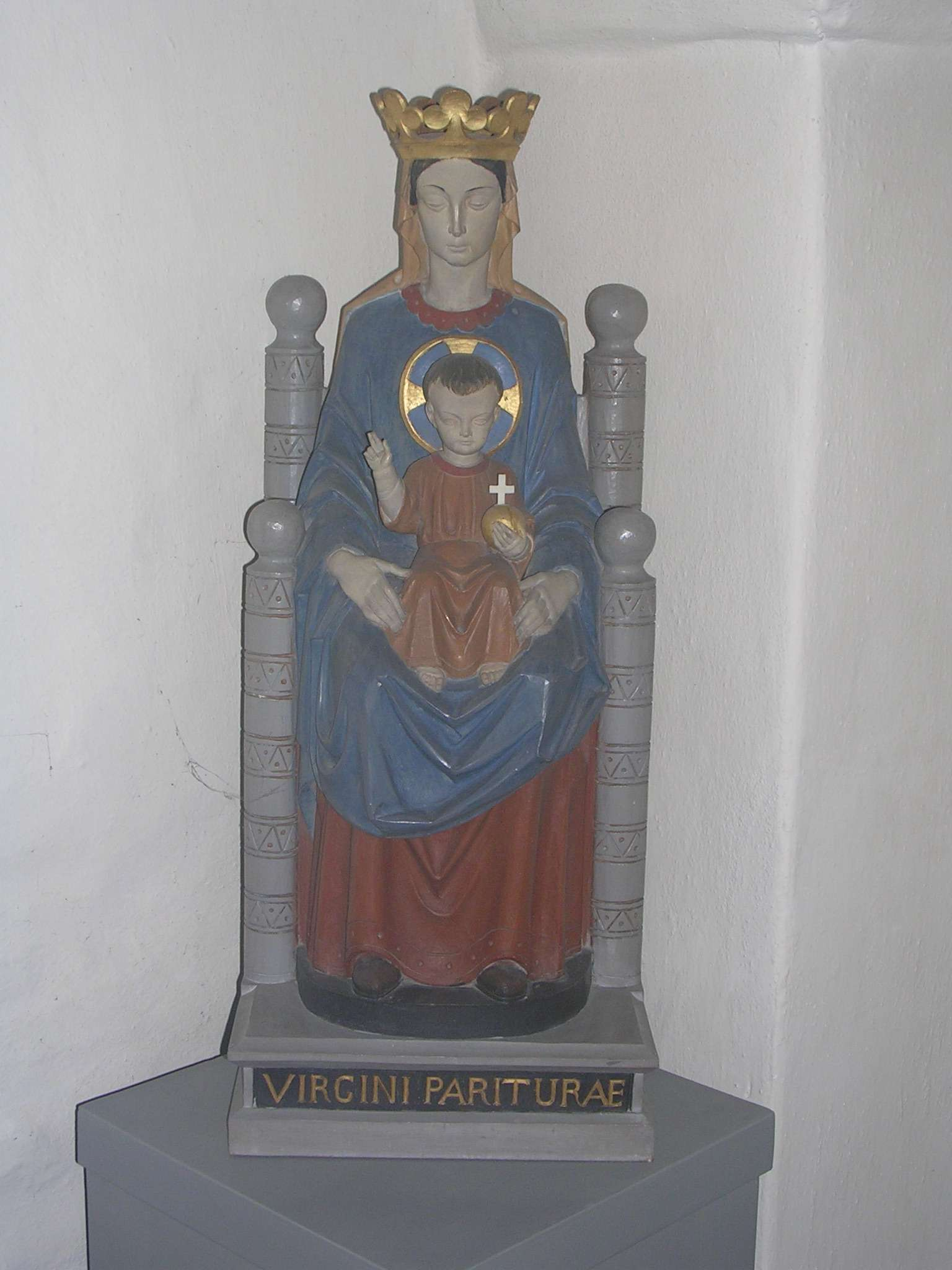
Madonnabild.

Vid dopfunten står en madonnastaty från Oberammergau. Det är utifrån denna som man har färgsatt kyrkans interiör. Predikstolen, bänkinredningen med mera bär färger av denna staty. På statyn sitter Maria på en tron och bär krona. Jesusbarnet håller i ett gyllene äpple.
Nummertavlan är från 1804.

### Orgeln
- 1872 byggde Sven Fogelberg, Lund en orgel med 6 stämmor. Orgeln placerades vid Wåhlins restaurering 1909 på läktaren ovanför vapenhuset.
- 1946 byggde E A Setterquist & Son, Örebro en orgel med 12 stämmor.
- Den nuvarande orgeln byggdes 1969 av A. Mårtenssons Orgelfabrik AB, Lund och är en mekanisk orgel. Orgeln har tretton orgelstämmor som fördelas på två manualer och pedal. Den nya orgelfasaden är tredelad och ritad av Torsten Leon-Nilson. Orgeln har en cymbelstjärna.

| Huvudverk I    | Bröstverk II      | Pedal       | Koppel |
| Gedackt 8'     | Spetsgamba 8'     | Subbas 16´  | I/P    |
| Principal 4'   | Rörflöjt 4'       | Koralbas 4' | II/P   |
| Koppelflöjt 4' | Principal 2'      |             | II/I   |
| Mixtur 2 chor  | Kvinta 1 1/3'     |             |        |
|                | Krumhorn 8'       |             |        |
|                | Tremulant         |             |        |
|                | Crescendosvällare |             |        |

### Vid predikstolen

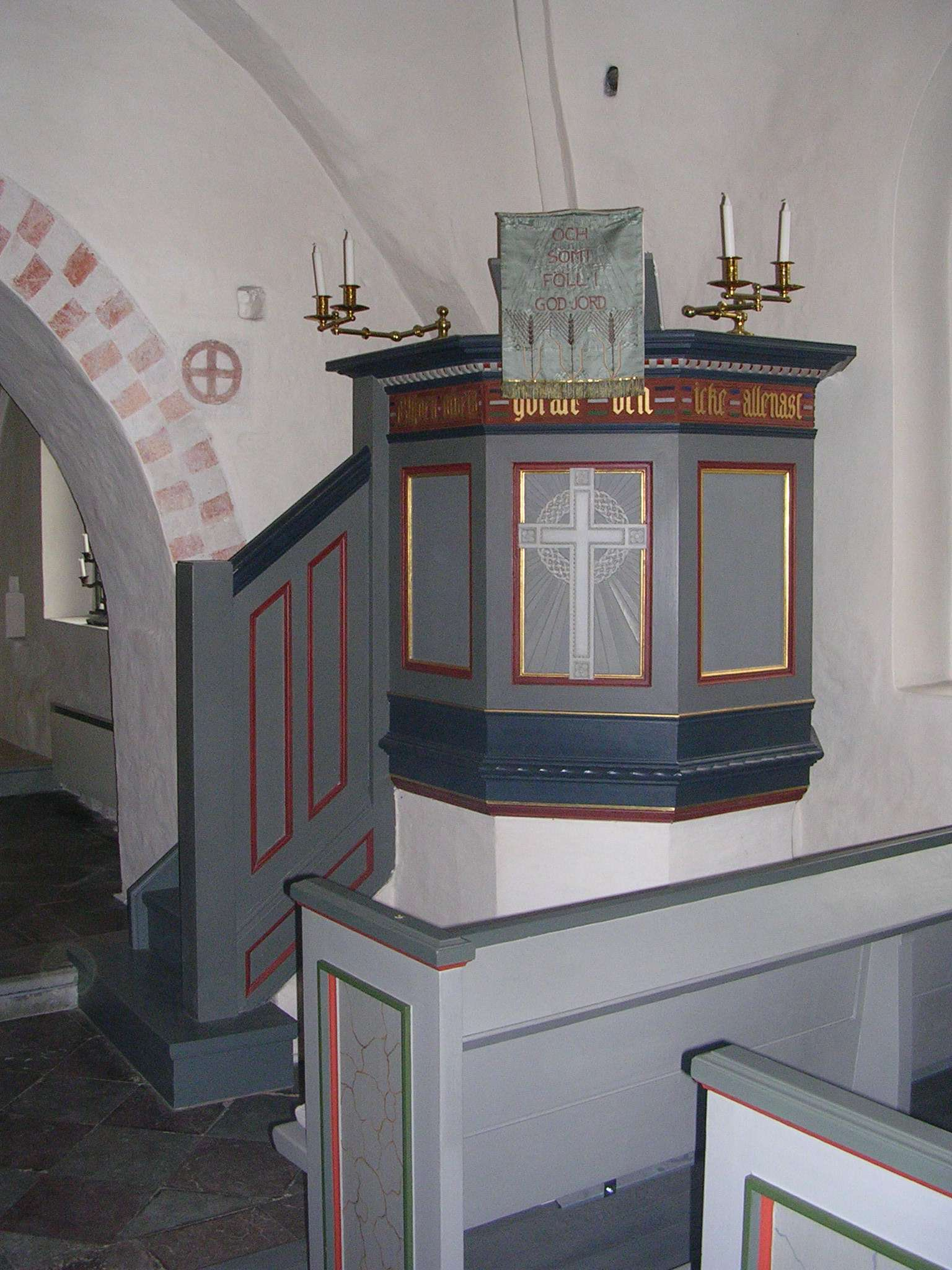
Predikstolen.

Predikstolen gjordes 1909. På den står de två första satserna i 22:e versen, första kapitlet i Jakobsbrevet: Blifven ordets görare och icke allenast hörare. I en av de fyra speglarna finns ett latinskt kors med strålar och törnekrona. På korsets fyra spetsar finns blomkalkar. De tre andra speglarna är tomma.
Vid predikstolen finns en kyrkkista från 1774.

### Långhusets bakre del
Mitt emot koret, ovanför dörren till det västra vapenhuset, hänger en sentida kalvariegrupp. På den gestaltas Jesus på korset med Maria och aposteln Johannes undertill. Kalvariegruppen hängdes upp i samband med restaureringen 1934. På den finns orden "Kommen till mig I alle".

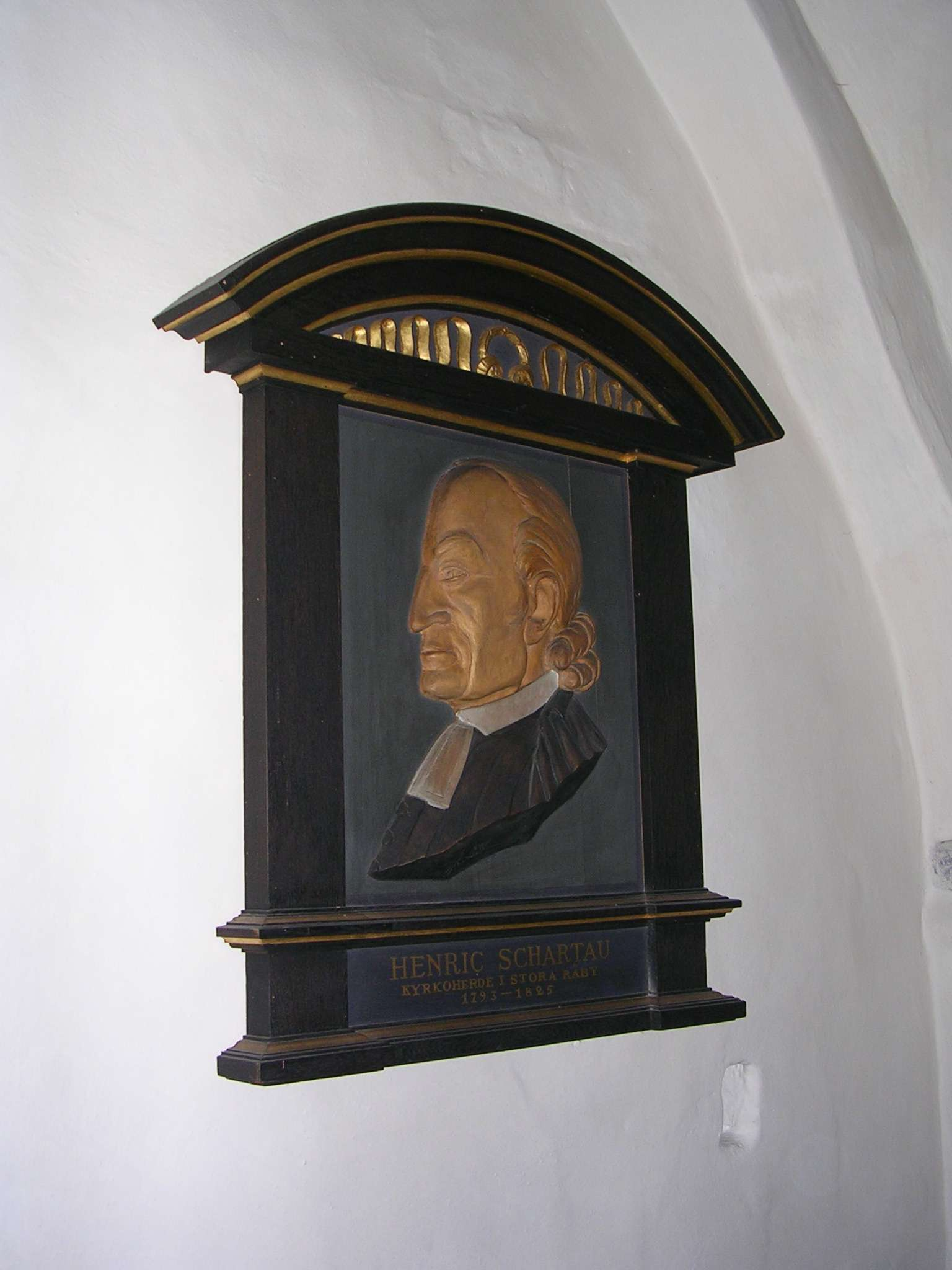
Schartau.

På en vägg i kyrkorummets bakre del hänger en trärelief av Henric Schartau som var kyrkoherde i Stora Råby församling 1793-1825. Reliefen utfördes 1937.

### Kyrksilver
De äldsta delarna av kyrksilvret är nattvardskalken och paténen som båda dateras till 1631. Ovansidan av paténen är förgylld, på dess undersida finns Jesus och apostlarna ingraverade. Även nattvardskalken är gjord av förgyllt silver och har ett krucifix som sitter fast vid dess fot. På krucifixet finns en inskription som förtäljer att kalken och patén donerades av Axel Olsen, kanik i Lund. Vinkannan och oblatasken ska enligt sina inskriptioner ha gjorts 1938. En sexsidig brudkrona med bergkristaller på tinningarna gjordes 1935 av Wiwen Nilsson.

### Övrigt
Kyrkan upplyses av fyra ljuskronor i mässing. Till den ljuskrona som finns i koret används levande ljus medan de övriga tre är elektrifierade.
Kyrkan har två klockor. Storklockan göts 1519 och lillklockan har gjutits om 1774, 1803 och senast 1928.
I sakristian (det tidigare vapenhuset) finns en tavla med Karl XIII:s tal till ständerna 1817 och flera porträtt av kyrkans tidigare präster.
Alla kyrkotextilier i Stora Råby är tillverkade under 1900-talet. Kyrkans äldsta mässkrud gjordes på 1920-talet. Många kyrkotextilier är gåvor, till exempel altarbrun, predikstolskläde och mattor.
Många inventarier i kyrkan har flyttats till Historiska museet i Lund, bland annat en altaruppsats från 1588 och den förra predikstolen.

## Kyrkogården
Kyrkogårdens äldsta del ligger mellan kyrkan och den södra muren. Där finns flera äldre gravstenar. Under 1800-talet utvidgades kyrkogården tre gånger: 1835 i öster, 1864 i norr samt 1894 i väster. 1929 företogs en sista utvidgning norrut.
Eiler Græbe ritade ett bårhus och ekonomibyggnad som byggdes 1959.